# Kirtland (Novo México)
Kirtland é uma Região censo-designada localizada no estado americano de Novo México, no Condado de San Juan.

## Demografia
Segundo o censo americano de 2000, a sua população era de 6190 habitantes.

## Geografia
De acordo com o United States Census Bureau tem uma área de 30,9 km², dos quais 30,2 km² cobertos por terra e 0,7 km² cobertos por água. Kirtland localiza-se a aproximadamente 1581 m acima do nível do mar.

## Localidades na vizinhança
O diagrama seguinte representa as localidades num raio de 16 km ao redor de Kirtland.